# Dohola?
Dohola? (Blow Dry) je filmová komedie z roku 2001, režie Paddy Breathnach, scénář Simon Beaufoy a hrající Alan Rickman, Natasha Richardson a Josh Hartnett.

## Děj filmu
Shelley Allenová provozuje malé kadeřnictví v městečku Keighley s názvem "The Cut Above" se svou partnerkou Sandrou. Když Keighley vyhraje pořádání Britského kadeřnického mistrovství, požádá Shelley svého ex-manžela Phila a svého syna Briana, kteří pracují v konkurenčním kadeřnictví, aby se zúčastnili mistrovství jako jeden tým. Phil nabídku odmítne. Mezitím Raymond Robertson, dvakrát obhajující Britský šampion, zjistí, ke svému překvapení, že Phil žije v Keighley a navštíví ho, aby se přesvědčil, jestli Phil bude soutěžit. Phil dvakrát skončil v mistrovství na stejném místě jako Raymond, ale noc před třetím mistrovstvím spolu Shelley a jeho modelka Sandra utekli pryč. Phil jí to nikdy neodpustil. Nicméně, Brian potká Raymondovu krásnou dceru Christinu, která byla jeho kamarádkou z dětství a přijela z USA (kde žije se svou matkou), a rozhodla se soutěžit s Raymondovým týmem.
Christina barví vlasy, ale má s tím problémy. Brian ji přivede do márnice uprostřed noci, kde si může vyzkoušet barvení na zemřelých, které Brian stříhá na pohřby. Nicméně, během hádky se jim zabouchnou dveře do márnice a příští ráno naleznou pozůstalí své zemřelé příbuzné s obarvenými vlasy. Během prvního kola soutěže prozradí Shelley Philovi a Brianovi, že má nevyléčitelnou rakovinu, o které neřekla Sandře. Phil souhlasí s trénováním, ale odmítne stříhat, a odhalí a sabotuje podvodné metody, které měl Raymondův tým nachystané na druhé kolo, které umožní nejlepším týmům zmenšit rozdíl ve skóre na Raymonda. Brian zapudí Christinu pro její účast v Raymondovém podvodu.
Během noci před třetím kolem Sandra zjistí, že Shelleyina rakovina je neléčitelná, a odejde z týmu. Přesto Shelley přesvědčí svou klientku z pečovatelského domu jako modelku pro kolo ("Večerní účes") a vyhraje, posune tím tým "The Cut Above" na průběžné druhé místo. Phil konečně pochopí Shelleynu účast v soutěži -- usmířit se předtím, než zemře -- a souhlasí, že udělá účes Sandře, a má v úmyslu udělat stejný účes jako před lety na mistrovství, kde Sandra a Shelley utekly. Mezitím, si Christina ostříhá většinu svých vlasů, aby se nemohla účastnit ve finálovém kole v týmu svého otce, a s Brianem se usmíří.
V posledním kole, nazvaném "celkový vzhled", Philův neobvyklý design, zahrnující použití několika tetování, bodypaintu a okřídlení Sandry, znamenal celkové vítězství "The Cut Above" o jeden bod. Shelley, Sandra, Phil, Brian a Christina opouštějí soutěž ruku v ruce oslavující vítězství domácích v Keighley.

## Hrají
| Alan Rickman       | Phil Allen              |
| Natasha Richardson | Shelley Allen           |
| Josh Hartnett      | Brian Allen             |
| Rachel Griffiths   | Sandra                  |
| Rachael Leigh Cook | Christina Robertson     |
| Bill Nighy         | Ray (Raymond) Robertson |
| Heidi Klum         | Jasmine                 |